# F-1
F-1 byl raketový motor na kapalné pohonné látky vyvinutý firmou Rocketdyne. Jeho vývoj zadalo americké letectvo v roce 1955. Hlavním uživatelem však byla agentura NASA, která jej používala na prvním stupni rakety Saturn V ve svazku pěti motorů. Konstrukčně se jedná o jednokomorový motor s otevřeným cyklem. Jako palivo sloužil RP-1 (upravený petrolej) a kapalný kyslík. F-1 byl nejsilnějším motorem ve své době, ze současných motorů jej překoná pouze ruský čtyřkomorový RD-171, používaný na prvním stupni rakety Zenit.